# 第302施設隊
第302施設隊（だいさんまるにしせつたい）は、陸上自衛隊鯖江駐屯地（福井県鯖江市）に駐屯していた第6施設群隷下の施設科部隊で2004年（平成16年） 3月27日に第372施設中隊に改編された。

## 概要
1993年（平成 5年）3月の第4施設団改編時に第322地区施設隊を廃止し、第302施設隊を新編し、第6施設群に編合。第302施設隊長が鯖江駐屯地司令を兼務していた。2004年（平成16年）3月の第6施設群の機能別中隊改編に合わせ第372施設中隊に改編され第6施設群に編合された。第372施設中隊長が鯖江駐屯地司令を兼務する。

## 沿革
第322地区施設隊
- 1962年（昭和37年）1月18日：第322地区施設隊が大久保駐屯地で新編。
- 1963年（昭和38年）3月31日：第322地区施設隊が大久保駐屯地から鯖江分屯地（現・鯖江駐屯地）へ移駐。
- 1973年（昭和48年）3月27日：第322地区施設隊が第4施設団直轄となる。

第302施設隊
- 1993年（平成 5年） 3月30日：第322地区施設隊を廃止し、第6施設群第302施設隊に改編。

第372施設中隊
- 2004年（平成16年） 3月27日：第6施設群機能別中隊改編。第302施設隊を廃止し、第6施設群第372施設中隊に改編。後方支援体制移行に伴い、整備部門を中部方面後方支援隊第104施設直接支援大隊第1直接支援中隊鯖江派遣隊に移管。

以降の沿革は第4施設団および第6施設群を参照。

## 廃止時の部隊編成
- 第302施設隊本部
- 第1施設小隊
- 第2施設小隊

車両の部隊表示は、全て「302施設」となっている。